# 777 TCN
777 TCN là một năm trong lịch La Mã.